# Dan Forest

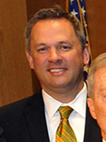
Dan Forest

Dan Forest (* 15. Oktober 1967 in Harrisonburg, Virginia) ist ein US-amerikanischer Politiker. Von 2013 bis 2021 war er Vizegouverneur des Bundesstaates North Carolina.

## Werdegang
Dan Forest ist der Sohn der früheren Kongressabgeordneten Sue Wilkins Myrick. Er studierte an der University of North Carolina in Charlotte Architektur. Anschließend arbeitete er in diesem Beruf, in dem er zum Seniorpartner der größten Architekturfirma in North Carolina, der Little Diversified Architectural Consulting, aufstieg. Politisch schloss er sich der Republikanischen Partei an.
Im Jahr 2012 wurde Forest in einer sehr knappen Wahl an der Seite von Pat McCrory zum Vizegouverneur von North Carolina gewählt. Dieses Amt bekleidet er bis heute. Dabei wurde er Stellvertreter des Gouverneurs und Vorsitzender des Staatssenats. Gleichzeitig ist er Mitglied im Bildungsausschuss seines Staates sowie einiger anderer Ausschüsse. Im Jahr 2016 wurde Forest für weitere vier Jahre in seinem Amt bestätigt. Seit Januar 2017 ist er Stellvertreter des neuen demokratischen Gouverneurs Roy Cooper. Im Januar 2021 schied er aus dem Amt. Zuvor war er als republikanischer Kandidat bei der Wahl zum Gouverneur angetreten, unterlag jedoch im November 2020 Amtsinhaber Roy Cooper. Dieser erreichte 51 % der Stimmen, während für Forest 47 % der Wähler votierten.